# Rivière-du-Loup
Rivière-du-Loup är en stad (kommun av typen ville) och tätort (centre de population) i provinsen Québec i Kanada. Den ligger i regionen Bas-Saint-Laurent, i den östra delen av landet, 500 km nordost om huvudstaden Ottawa.